# Jacksons frankolijn
Jacksons frankolijn (Pternistis jacksoni; synoniem: Francolinus jacksoni) is een vogel uit de familie fazantachtigen (Phasianidae). De wetenschappelijke naam van de soort is voor het eerst geldig gepubliceerd in 1891 door Ogilvie-Grant. De vogel is genoemd naar de Britse ontdekkingsreiziger Frederick John Jackson die de vogel heeft ontdekt.

## Voorkomen
De soort is endemisch in Kenia.

## Beschermingsstatus
Op de Rode Lijst van de IUCN heeft de soort de status niet bedreigd.